# Jan Blatný (technik)
Jan Blatný (1929 – 2020) byl zakladatel a v letech 1964 – 1990 vedoucí katedry samočinných počítačů VUT v Brně, která se později stala základem Fakulty informačních technologií.
V roce 1958 externě učil jako docent Vojenské akademie v Brně na Elektrotechnické fakultě VUT. V roce 1964 se stal prvním vedoucím samostatné katedry samočinných počítačů, která vznikla rozdělením stávající katedry radiotechniky, automatizace a řídicí techniky.
Jan Blatný zemřel v dubnu 2020 ve věku 91 let.